# Djamel Bouras
Djamel Bouras (Givors, 11 de agosto de 1971) es un deportista francés que compitió en judo.
Participó en los Juegos Olímpicos de Atlanta 1996, obteniendo una medalla de oro en la categoría de –78 kg. Ganó dos medallas en el Campeonato Mundial de Judo, plata en 1997 y bronce en 1995, y cuatro medallas en el Campeonato Europeo de Judo entre los años 1995 y 1999.

## Palmarés internacional
| Juegos Olímpicos   | Juegos Olímpicos         | Juegos Olímpicos  | Juegos Olímpicos |
| Año                | Lugar                    | Medalla           | Categoría        |
| ------------------ | ------------------------ | ----------------- | ---------------- |
| 1996               | Atlanta (Estados Unidos) | Medalla de oro    | –78 kg           |
| Campeonato Mundial |                          |                   |                  |
| Año                | Lugar                    | Medalla           | Categoría        |
| 1995               | Chiba (Japón)            | Medalla de bronce | –78 kg           |
| 1997               | París (Francia)          | Medalla de plata  | –78 kg           |
| Campeonato Europeo |                          |                   |                  |
| Año                | Lugar                    | Medalla           | Categoría        |
| 1995               | Birmingham (Reino Unido) | Medalla de plata  | –78 kg           |
| 1996               | La Haya (Países Bajos)   | Medalla de oro    | –78 kg           |
| 1997               | Ostende (Bélgica)        | Medalla de plata  | –78 kg           |
| 1999               | Bratislava (Eslovaquia)  | Medalla de bronce | –81 kg           |